# Ingwar
Ingwar (inaczej Igor) – imię prawdopodobnie pochodzenia skandynawskiego (Ingwar). Pochodzi od słów Ingwo (bóstwo skandynawskie) i wari (stróż, obrońca). Obce formy: Igor Ivar, Ingwar, Ingvar (niem.).